# Chrysoctenis
Chrysoctenis is een geslacht van vlinders van de familie spanners (Geometridae), uit de onderfamilie Sterrhinae.

## Soorten
- C. cinneretharia Amsel, 1935
- C. filacearia Herrich-Schäffer, 1847
- C. perpusillaria Eversmann, 1847
- C. ramosaria de Villers, 1789